# Neptis sumatrensis
Neptis sumatrensis är en fjärilsart som beskrevs av Van Eecke 1918. Neptis sumatrensis ingår i släktet Neptis och familjen praktfjärilar. Inga underarter finns listade i Catalogue of Life.